# Észt labdarúgó-szuperkupa
Az Észt labdarúgó-szuperkupa (hivatalos nevén: Eesti Superkarikas) egy 1996-ban alapított, az Észt labdarúgó-szövetség által kiírt kupa. Tradicionálisan az új idény első meccsét jelenti, s az előző év bajnoka játszik az előző év kupagyőztesével. 
A legsikeresebb csapat a Flora Tallinn gárdája, kilenc győzelemmel.

## Kupadöntők
| Év   | Győztes         | Eredmény        | Döntős             |
| ---- | --------------- | --------------- | ------------------ |
| 1996 | Tallinna Sadam  | 3–2             | Lantana            |
| 1997 | Lantana         | 3–0             | Tallinna Sadam     |
| 1998 | Flora Tallinn   | 3–2 (h.u.)      | Tallinna Sadam     |
| 1999 | Levadia Tallinn | 4–1             | Flora Tallinn      |
| 2000 | Levadia Tallinn | 2–1 (h.u.)      | Viljandi Tulevik   |
| 2001 | Levadia Tallinn | 2–0             | Narva Trans        |
| 2001 | Levadia Tallinn | 3–0 (5–0, össz) | Narva Trans        |
| 2002 | Flora Tallinn   | 1–1 (4–2, b.u.) | Levadia Tallinn II |
| 2003 | Flora Tallinn   | 3–1 (h.u.)      | TVMK               |
| 2004 | Flora Tallinn   | 2–1             | Levadia Tallinn    |
| 2005 | TVMK            | 1–0             | Levadia Tallinn    |
| 2006 | TVMK            | 1–1 (3–2, b.u.) | Flora Tallinn      |
| 2007 | Narva Trans     | 2–1             | Levadia Tallinn    |
| 2008 | Narva Trans     | 4–1             | Levadia Tallinn    |
| 2009 | Flora Tallinn   | 2–1             | Levadia Tallinn    |
| 2010 | Levadia Tallinn | 2–0             | Flora Tallinn      |
| 2011 | Flora Tallinn   | 0–0 (5–3, b.u.) | Levadia Tallinn    |
| 2012 | Flora Tallinn   | 4–0             | Narva Trans        |
| 2013 | Levadia Tallinn | 3–0             | Nõmme Kalju        |
| 2014 | Flora Tallinn   | 1–0             | Levadia Tallinn    |
| 2015 | Levadia         | 5–0             | Santos             |
| 2016 | Flora Tallinn   | 3–0             | Nõmme Kalju        |

- h.u. – hosszabbítás után
- b.u. – büntetők után
- össz. – összesítésben

## Statisztika

### Győzelmek száma klubonként
| Csapat             | Győztes                                                  | Döntős                                       |
| ------------------ | -------------------------------------------------------- | -------------------------------------------- |
| Flora Tallinn      | 9 (1998, 2002, 2003, 2004, 2009, 2011, 2012, 2014, 2016) | 3 (1999, 2006, 2010)                         |
| Levadia Tallinn    | 6 (1999, 2000, 2001, 2010, 2013, 2015)                   | 7 (2004, 2005, 2007, 2008, 2009, 2011, 2014) |
| Narva Trans        | 2 (2007, 2008)                                           | 2 (2001, 2012)                               |
| TVMK               | 2 (2005, 2006)                                           | 1 (2003)                                     |
| Tallinna Sadam     | 1 (1996)                                                 | 2 (1997, 1998)                               |
| Lantana            | 1 (1997)                                                 | 1 (1996)                                     |
| Nõmme Kalju        | –                                                        | 2 (2013, 2016)                               |
| Viljandi Tulevik   | –                                                        | 1 (2000)                                     |
| Levadia Tallinn II | –                                                        | 1 (2002)                                     |
| Santos             | –                                                        | 1 (2015)                                     |